# جيمس جون إدموند غيورين
جيمس جون إدموند غيورين هو سياسي كندي، ولد في 4 يوليو 1856 في مونتريال في كندا، وتوفي بنفس المكان في 10 نوفمبر 1932. نشط حزبياً في الحزب الليبرالي الكندي. وقد انتخب عضو الجمعية الوطنية في كيبك ‏ وانتخب عمدة مونتريال ‏ (1910 – 1912).